# WTA Тур 2004
WTA Тур 2004 (англ. 2004 Women's Tennis Association Tour) — элитный тур теннисистов-профессионалов, организованный Женской теннисной ассоциацией (WTA). В 2004 году календарь проводился 32й раз и включал:
- 4 турнира Большого шлема (проводится Международной федерацией тенниса);
- Финал мирового тура в Лос-Анджелесе, США;
- Летние Олимпийские игры в Афинах, Греция;
- 10 турниров 1-й категории;
- 15 турниров 2-й категории;
- 16 турниров 3-й категории;
- 5 турниров 4-й категории;
- 8 турниров 5-й категории;
- Кубок Федерации.

## Расписание WTA Тура 2004 года
Ниже представлено полное расписание соревнований WTA Тура 2004 года, со списком победителей и финалистов для одиночных и парных соревнований.
| Турнир Большого шлема |
| Турниры WTA           |

### Январь
| Неделя    | Турнир | Чемпионки (Счёт финала)                       | Финалистки                           |
| --------- | --- | --------------------------------------------- | ------------------------------------ |
| 5 января  | Uncle Tobys Hardcourts Голд-Кост, Австралия 3-я категория $170,000 — Хард — 30S/32Q/16D Турнир 2004                                                               | Ай Сугияма 1-6, 6-1, 6-4                      | Надежда Петрова                      |
| 5 января  | Uncle Tobys Hardcourts Голд-Кост, Австралия 3-я категория $170,000 — Хард — 30S/32Q/16D Турнир 2004                                                               | Елена Лиховцева Светлана Кузнецова 6-3, 6-4   | Магдалена Малеева Лизель Хубер       |
| 5 января  | ASB Classic Окленд, Новая Зеландия 4-я категория $140,000 — Хард — 32S/32Q/16D Турнир 2004                                                                        | Элени Данилиду 6-3, 6-2                       | Эшли Харклроуд                       |
| 5 января  | ASB Classic Окленд, Новая Зеландия 4-я категория $140,000 — Хард — 32S/32Q/16D Турнир 2004                                                                        | Елена Костанич Мервана Югич-Салкич 6-3, 6-3   | Вирхиния Руано Паскуаль Паола Суарес |
| 12 января | Adidas International Сидней, Австралия 2-я категория $585,000 — Хард — 28S/32Q/16D Турнир 2004                                                                    | Жюстин Энен-Арденн 6-4, 6-4                   | Амели Моресмо                        |
| 12 января | Adidas International Сидней, Австралия 2-я категория $585,000 — Хард — 28S/32Q/16D Турнир 2004                                                                    | Кара Блэк Ренне Стаббс 7-5, 3-6, 6-4          | Динара Сафина Меганн Шонесси         |
| 12 января | Canberra Women’s Classic Канберра, Австралия 5-я категория $110,000 — Хард — 32S/32Q/16D Турнир 2004                                                              | Паола Суарес 3-6, 6-4, 7-6(5)                 | Сильвия Фарина Элия                  |
| 12 января | Canberra Women’s Classic Канберра, Австралия 5-я категория $110,000 — Хард — 32S/32Q/16D Турнир 2004                                                              | Елена Костанич Клодин Шоль 6-4, 7-6(3)        | Каролин Денен Лиза Макши             |
| 12 января | ANZ Tasmanian International Хобарт, Австралия 5-я категория $110,000 — Хард — 32S/32Q/14D Турнир 2004                                                             | Эми Фразьер 6-3, 6-3                          | Синобу Асагоэ                        |
| 12 января | ANZ Tasmanian International Хобарт, Австралия 5-я категория $110,000 — Хард — 32S/32Q/14D Турнир 2004                                                             | Синобу Асагоэ Сэйко Окамото 2-6, 6-4, 6-3     | Элс Калленс Барбара Шетт             |
| 19 января | Открытый чемпионат Австралии Мельбурн, Австралия Турнир Большого шлема $5,590,310 — Хард — 128S/96Q/64D/32X Одиночный турнир — Парный турнир Турнир смешанных пар | Жюстин Энен-Арденн 6-3, 4-6, 6-3              | Ким Клейстерс                        |
| 19 января | Открытый чемпионат Австралии Мельбурн, Австралия Турнир Большого шлема $5,590,310 — Хард — 128S/96Q/64D/32X Одиночный турнир — Парный турнир Турнир смешанных пар | Вирхиния Руано Паскуаль Паола Суарес 6-4, 6-3 | Светлана Кузнецова Елена Лиховцева   |
| 19 января | Открытый чемпионат Австралии Мельбурн, Австралия Турнир Большого шлема $5,590,310 — Хард — 128S/96Q/64D/32X Одиночный турнир — Парный турнир Турнир смешанных пар | Ненад Зимонич Елена Бовина 6-1, 7-6(3)        | Леандер Паес Мартина Навратилова     |

### Февраль
| Неделя     | Турнир | Чемпионки (Счёт финала)                         | Финалистки                                    |
| ---------- | --- | ----------------------------------------------- | --------------------------------------------- |
| 2 февраля  | Toray Pan Pacific Open Токио, Япония 1-я категория $1,300,000 — Ковёр (зал) — 28S/32Q/16D Одиночный турнир — Парный турнир | Линдсей Дэвенпорт 6-0, 6-1                      | Магдалена Малеева                             |
| 2 февраля  | Toray Pan Pacific Open Токио, Япония 1-я категория $1,300,000 — Ковёр (зал) — 28S/32Q/16D Одиночный турнир — Парный турнир | Кара Блэк Ренне Стаббс 6-4, 6-3                 | Елена Лиховцева Магдалена Малеева             |
| 9 февраля  | Open Gaz de France Париж, Франция 2-я категория $585,000 — Хард (зал) — 28S/32Q/16D Турнир 2004                            | Ким Клейстерс 6-2, 6-1                          | Мари Пьерс                                    |
| 9 февраля  | Open Gaz de France Париж, Франция 2-я категория $585,000 — Хард (зал) — 28S/32Q/16D Турнир 2004                            | Барбара Шетт Патти Шнидер 6-3, 6-2              | Франческа Скьявоне Сильвия Фарина-Элия        |
| 16 февраля | Diamond Games Антверпен, Бельгия 2-я категория $585,000 — Хард (зал) — 28S/32Q/16D Турнир 2004                             | Ким Клейстерс 6-3, 6-0                          | Сильвия Фарина-Элия                           |
| 16 февраля | Diamond Games Антверпен, Бельгия 2-я категория $585,000 — Хард (зал) — 28S/32Q/16D Турнир 2004                             | Кара Блэк Элс Калленс 6-2, 6-1                  | Элени Данилиду Мириам Казанова                |
| 16 февраля | Cellular South Cup Мемфис, США 3-я категория $190,000 — Хард (зал) — 30S/32Q/16D Турнир 2004                               | Вера Звонарева 4-6, 6-4, 7-5                    | Лиза Реймонд                                  |
| 16 февраля | Cellular South Cup Мемфис, США 3-я категория $190,000 — Хард (зал) — 30S/32Q/16D Турнир 2004                               | Оса Свенссон Мейлен Ту 6-4, 7-6(0)              | Вера Звонарева Мария Шарапова                 |
| 16 февраля | Открытый чемпионат Хайдарабада Хайдарабад, Индия 4-я категория $140,000 — Хард — 32S/32Q/16D Турнир 2004                   | Николь Пратт 7-6(3), 6-1                        | Мария Кириленко                               |
| 16 февраля | Открытый чемпионат Хайдарабада Хайдарабад, Индия 4-я категория $140,000 — Хард — 32S/32Q/16D Турнир 2004                   | Саня Мирза Лизель Хубер 7-6(1), 6-4             | Ли Тин Сунь Тяньтянь                          |
| 23 февраля | Теннисный чемпионат Дубая Дубай, ОАЭ 2-я категория $585,000 — Хард — 28S/32Q/16D Турнир 2004                               | Жюстин Энен-Арденн 7-6(3), 6-3                  | Светлана Кузнецова                            |
| 23 февраля | Теннисный чемпионат Дубая Дубай, ОАЭ 2-я категория $585,000 — Хард — 28S/32Q/16D Турнир 2004                               | Жанетта Гусарова Кончита Мартинес 6-0, 1-6, 6-3 | Светлана Кузнецова Елена Лиховцева            |
| 23 февраля | Copa Colsanitas Богота, Колумбия 3-я категория $170,000 — Грунт — 30S/32Q/16D Турнир 2004                                  | Фабиола Сулуага 3-6, 6-4, 6-2                   | Мария Санчес Лоренсо                          |
| 23 февраля | Copa Colsanitas Богота, Колумбия 3-я категория $170,000 — Грунт — 30S/32Q/16D Турнир 2004                                  | Ясмин Вёр Барбара Шварц 6-1, 6-3                | Анабель Медина Гарригес Аранча Парра Сантонха |

### Март
| Неделя   | Турнир | Чемпионки (Счёт финала)                        | Финалистки                           |
| -------- | --- | ---------------------------------------------- | ------------------------------------ |
| 1 марта  | Открытый чемпионат Катара Доха, Катар 2-я категория $600,000 — Хард — 28S/32Q/16D Турнир 2004                      | Анастасия Мыскина 4-6, 6-4, 6-4                | Светлана Кузнецова                   |
| 1 марта  | Открытый чемпионат Катара Доха, Катар 2-я категория $600,000 — Хард — 28S/32Q/16D Турнир 2004                      | Светлана Кузнецова Елена Лиховцева 7-6(4), 6-2 | Жанетта Гусарова Кончита Мартинес    |
| 1 марта  | Открытый чемпионат Мексики Акапулько, Мексика 3-я категория $170,000 — Грунт — 30S/32Q/16D Турнир 2004             | Ивета Бенешова 7-6(5), 6-4                     | Флавия Пеннетта                      |
| 1 марта  | Открытый чемпионат Мексики Акапулько, Мексика 3-я категория $170,000 — Грунт — 30S/32Q/16D Турнир 2004             | Лиза Макши Милагрос Секера 2-6, 7-6(5), 6-4    | Ольга Благотова Габриэла Навратилова |
| 8 марта  | Pacific Life Open Индиан-Уэллс, США 1-я категория $2,100,000 — Хард — 96S/48Q/32D Одиночный турнир — Парный турнир | Жюстин Энен-Арденн 6-1, 6-4                    | Линдсей Дэвенпорт                    |
| 8 марта  | Pacific Life Open Индиан-Уэллс, США 1-я категория $2,100,000 — Хард — 96S/48Q/32D Одиночный турнир — Парный турнир | Вирхиния Руано Паскуаль Паола Суарес 6-1, 6-2  | Светлана Кузнецова Елена Лиховцева   |
| 22 марта | NASDAQ-100 Open Майами, США 1-я категория $3,060,000 — Хард — 96S/48Q/32D Одиночный турнир — Парный турнир         | Серена Уильямс 6-1, 6-1                        | Елена Дементьева                     |
| 22 марта | NASDAQ-100 Open Майами, США 1-я категория $3,060,000 — Хард — 96S/48Q/32D Одиночный турнир — Парный турнир         | Надежда Петрова Меган Шонесси 6-2, 6-3         | Светлана Кузнецова Елена Лиховцева   |

### Апрель
| Неделя    | Турнир | Чемпионки (Счёт финала)                                                                                | Финалистки                                                                       |
| --------- | --- | --- | -------------------------------------------------------------------------------- |
| 5 апреля  | Bausch & Lomb Championships Амелия-Айленд, США 2-я категория $585,000 — Грунт — 56S/16Q/16D Турнир 2004 | Линдсей Дэвенпорт 6-4, 6-4                                                                             | Амели Моресмо                                                                    |
| 5 апреля  | Bausch & Lomb Championships Амелия-Айленд, США 2-я категория $585,000 — Грунт — 56S/16Q/16D Турнир 2004 | Надежда Петрова Меган Шонесси 3-6, 6-2, 7-5                                                            | Мириам Казанова Алисия Молик                                                     |
| 5 апреля  | Гран-при Лаллы Мерьем Касабланка, Марокко 5-я категория $110,000 — Грунт — 32S/32Q/16D Турнир 2004 | Эмили Луа 6-2, 6-2                                                                                     | Людмила Черванова                                                                |
| 5 апреля  | Гран-при Лаллы Мерьем Касабланка, Марокко 5-я категория $110,000 — Грунт — 32S/32Q/16D Турнир 2004 | Марион Бартоли Эмили Луа 6-4, 6-2                                                                      | Элс Калленс Катарина Среботник                                                   |
| 12 апреля | Family Circle Cup Чарлстон, США 1-я категория $1,300,000 — Грунт — 56S/32Q/28D Одиночный турнир — Парный турнир | Винус Уильямс 2-6, 6-2, 6-1                                                                            | Кончита Мартинес                                                                 |
| 12 апреля | Family Circle Cup Чарлстон, США 1-я категория $1,300,000 — Грунт — 56S/32Q/28D Одиночный турнир — Парный турнир | Вирхиния Руано Паскуаль Паола Суарес 6-4, 6-1                                                          | Мартина Навратилова Лиза Реймонд                                                 |
| 12 апреля | Открытый чемпионат Эшторила Оэйраш, Португалия 5-я категория $110,000 — Грунт — 32S/32Q/16D Турнир 2004 | Эмили Луа 7-5, 7-6(1)                                                                                  | Ивета Бенешова                                                                   |
| 12 апреля | Открытый чемпионат Эшторила Оэйраш, Португалия 5-я категория $110,000 — Грунт — 32S/32Q/16D Турнир 2004 | Эммануэль Гальярди Жанетта Гусарова 6-3, 6-2                                                           | Ольга Благотова Габриэла Навратилова                                             |
| 19 апреля | Кубок Федерации 2004. 1-й раунд Амьен, Франция, Грунт Лечче, Италия, Грунт Мурсия, Испания, Грунт Бре, Бельгия, Грунт Москва, Россия, Ковёр (зал) Буэнос-Айрес, Аргентина, Грунт Санкт-Пёльтен, Австрия, Грунт Порторож, Словения, Грунт | Победители Франция 5-0 Италия 3-1 Испания 3-2 Бельгия 3-2 Россия 4-1 Аргентина 4-1 Австрия 3-2 США 4-1 | Проигравшие Германия Чехия Швейцария Хорватия Австралия Япония Словакия Словения |
| 26 апреля | J&S Cup Варшава, Польша 2-я категория $585,000 — Грунт — 28S/32Q/16D Турнир 2004 | Винус Уильямс 6-1, 6-4                                                                                 | Светлана Кузнецова                                                               |
| 26 апреля | J&S Cup Варшава, Польша 2-я категория $585,000 — Грунт — 28S/32Q/16D Турнир 2004 | Франческа Скьявоне Сильвия Фарина Элия 3-6, 6-2, 6-1                                                   | Хисела Дулко Патрисия Тарабини                                                   |
| 26 апреля | Гран-при Будапешта Будапешт, Венгрия 5-я категория $110,000 — Грунт — 32S/32Q/14D Турнир 2004 | Елена Янкович 7-6(4), 6-3                                                                              | Мартина Суха                                                                     |
| 26 апреля | Гран-при Будапешта Будапешт, Венгрия 5-я категория $110,000 — Грунт — 32S/32Q/14D Турнир 2004 | Петра Мандула Барбара Шетт 6-3, 6-2                                                                    | Вираг Немет Агнеш Савай                                                          |

### Май
| Неделя | Турнир | Чемпионки (Счёт финала)                       | Финалистки                           |
| ------ | --- | --------------------------------------------- | ------------------------------------ |
| 3 мая  | Открытый чемпионат Германии Берлин, Германия 1-я категория $1,300,000 — Грунт — 56S/48Q/28D Одиночный турнир — Парный турнир                                | Амели Моресмо Без игры                        | Винус Уильямс                        |
| 3 мая  | Открытый чемпионат Германии Берлин, Германия 1-я категория $1,300,000 — Грунт — 56S/48Q/28D Одиночный турнир — Парный турнир                                | Надежда Петрова Меган Шонесси 6-2, 2-6, 6-1   | Жанетта Гусарова Кончита Мартинес    |
| 10 мая | Открытый чемпионат Италии Рим, Италия 1-я категория $1,300,000 — Грунт — 56S/48Q/28D Одиночный турнир — Парный турнир                                       | Амели Моресмо 3-6 6-3 7-6(6)                  | Дженнифер Каприати                   |
| 10 мая | Открытый чемпионат Италии Рим, Италия 1-я категория $1,300,000 — Грунт — 56S/48Q/28D Одиночный турнир — Парный турнир                                       | Надежда Петрова Меган Шонесси 2-6, 6-3, 6-3   | Вирхиния Руано Паскуаль Паола Суарес |
| 17 мая | Международный теннисный турнир в Страсбурге Страсбург, Франция 3-я категория $170,000 — Грунт — 30S/32Q/16D Турнир 2004                                     | Клодин Шоль 2-6, 6-0, 6-3                     | Линдсей Дэвенпорт                    |
| 17 мая | Международный теннисный турнир в Страсбурге Страсбург, Франция 3-я категория $170,000 — Грунт — 30S/32Q/16D Турнир 2004                                     | Лиза Макши Милагрос Секера 6-4, 6-1           | Тина Крижан Катарина Среботник       |
| 17 мая | Открытый чемпионат Австрии Вена, Австрия 3-я категория $170,000 — Грунт — 30S/32Q/16D Турнир 2004                                                           | Анна Смашнова 6-2, 3-6, 6-2                   | Алисия Молик                         |
| 17 мая | Открытый чемпионат Австрии Вена, Австрия 3-я категория $170,000 — Грунт — 30S/32Q/16D Турнир 2004                                                           | Мартина Навратилова Лиза Реймонд 6-2, 7-5     | Кара Блэк Ренне Стаббс               |
| 24 мая | Открытый чемпионат Франции Париж, Франция Турнир Большого шлема $5,982,126 — Грунт — 128S/96Q/64D/32X Одиночный турнир — Парный турнир Турнир смешанных пар | Анастасия Мыскина 6-1, 6-2                    | Елена Дементьева                     |
| 24 мая | Открытый чемпионат Франции Париж, Франция Турнир Большого шлема $5,982,126 — Грунт — 128S/96Q/64D/32X Одиночный турнир — Парный турнир Турнир смешанных пар | Вирхиния Руано Паскуаль Паола Суарес 6-0, 6-3 | Светлана Кузнецова Елена Лиховцева   |
| 24 мая | Открытый чемпионат Франции Париж, Франция Турнир Большого шлема $5,982,126 — Грунт — 128S/96Q/64D/32X Одиночный турнир — Парный турнир Турнир смешанных пар | Ришар Гаске Татьяна Головин 6-3, 6-4          | Уэйн Блэк Кара Блэк                  |

### Июнь
| Неделя  | Турнир | Чемпионки (Счёт финала)                 | Финалистки                         |
| ------- | --- | --------------------------------------- | ---------------------------------- |
| 7 июня  | DFS Classic Бирмингем, Великобритания 3-я категория $170,000 — Трава — 56S/32Q/16D Турнир 2004                                                                 | Мария Шарапова 4-6, 6-2, 6-1            | Татьяна Головин                    |
| 7 июня  | DFS Classic Бирмингем, Великобритания 3-я категория $170,000 — Трава — 56S/32Q/16D Турнир 2004                                                                 | Мария Кириленко Мария Шарапова 6-2, 6-1 | Лиза Макши Милагрос Секера         |
| 14 июня | Hastings Direct International Championships Истборн, Великобритания 2-я категория $585,000 — Трава — 28S/32Q/16D Турнир 2004                                   | Светлана Кузнецова 2-6, 7-6(2), 6-4     | Даниэла Гантухова                  |
| 14 июня | Hastings Direct International Championships Истборн, Великобритания 2-я категория $585,000 — Трава — 28S/32Q/16D Турнир 2004                                   | Алисия Молик Маги Серна 6-4, 6-4        | Светлана Кузнецова Елена Лиховцева |
| 14 июня | Чемпионат Росмалена Хертогенбос, Нидерланды 3-я категория $170,000 — Трава — 32S/32Q/16D Турнир 2004                                                           | Мари Пьерс 7-6(6), 6-2                  | Клара Коукалова                    |
| 14 июня | Чемпионат Росмалена Хертогенбос, Нидерланды 3-я категория $170,000 — Трава — 32S/32Q/16D Турнир 2004                                                           | Лиза Макши Милагрос Секера 7-6(3), 6-3  | Елена Костанич Клодин Шоль         |
| 21 июня | Уимблдонский турнир Уимблдон, Великобритания Турнир Большого шлема $6,063,070 — Трава — 128S/96Q/64D/32X Одиночный турнир — Парный турнир Турнир смешанных пар | Мария Шарапова 6-1, 6-4                 | Серена Уильямс                     |
| 21 июня | Уимблдонский турнир Уимблдон, Великобритания Турнир Большого шлема $6,063,070 — Трава — 128S/96Q/64D/32X Одиночный турнир — Парный турнир Турнир смешанных пар | Кара Блэк Ренне Стаббс 6-3, 7-6(5)      | Ай Сугияма Лизель Хубер            |
| 21 июня | Уимблдонский турнир Уимблдон, Великобритания Турнир Большого шлема $6,063,070 — Трава — 128S/96Q/64D/32X Одиночный турнир — Парный турнир Турнир смешанных пар | Уэйн Блэк Кара Блэк 3-6, 7-6(8), 6-4    | Тодд Вудбридж Алисия Молик         |

### Июль
| Неделя  | Турнир | Чемпионки (Счёт финала)                                   | Финалистки                               |
| ------- | --- | --------------------------------------------------------- | ---------------------------------------- |
| 5 июля  | Кубок Федерации 2004. Четвертьфиналы Римини, Италия, Грунт Херес, Испания, Грунт Буэнос-Айрес, Аргентина, Грунт Инсбрук, Австрия, Грунт | Победители Франция 3-2 Испания 3-2 Россия 4-1 Австрия 4-1 | Проигравшие Италия Бельгия Аргентина США |
| 12 июля | Bank of the West Classic Станфорд, США 2-я категория $585,000 — Хард — 28S/32Q/16D Турнир 2004                                          | Линдсей Дэвенпорт 7-6(4), 5-7, 7-6(4)                     | Винус Уильямс                            |
| 12 июля | Bank of the West Classic Станфорд, США 2-я категория $585,000 — Хард — 28S/32Q/16D Турнир 2004                                          | Элени Данилиду Николь Пратт 6-2, 6-4                      | Ивета Бенешова Клодин Шоль               |
| 19 июля | JPMorgan Chase Open Карсон, США 2-я категория $585,000 — Хард — 56S/16Q/16D Турнир 2004                                                 | Линдсей Дэвенпорт 6-1, 6-3                                | Серена Уильямс                           |
| 19 июля | JPMorgan Chase Open Карсон, США 2-я категория $585,000 — Хард — 56S/16Q/16D Турнир 2004                                                 | Надежда Петрова Меган Шонесси 6-7(2), 6-4, 6-3            | Кончита Мартинес Вирхиния Руано Паскуаль |
| 19 июля | Международный теннисный турнир в Палермо Палермо, Италия 5-я категория $110,000 — Грунт — 32S/29Q/16D Турнир 2004                       | Анабель Медина Гарригес 6-4, 6-4                          | Флавия Пеннетта                          |
| 19 июля | Международный теннисный турнир в Палермо Палермо, Италия 5-я категория $110,000 — Грунт — 32S/29Q/16D Турнир 2004                       | Анабель Медина Гарригес Аранча Санчес Викарио 6-3, 7-6(4) | Любомира Курхайцова Генриета Надьова     |
| 26 июля | Acura Classic Сан-Диего, США 1-я категория $1,300,000 — Хард — 56S/16Q/24D Одиночный турнир — Парный турнир                             | Линдсей Дэвенпорт 6-1, 6-1                                | Анастасия Мыскина                        |
| 26 июля | Acura Classic Сан-Диего, США 1-я категория $1,300,000 — Хард — 56S/16Q/24D Одиночный турнир — Парный турнир                             | Кара Блэк Ренне Стаббс 4-6, 6-1, 6-4                      | Вирхиния Руано Паскуаль Паола Суарес     |

### Август
| Неделя     | Турнир | Чемпионки (Счёт финала)                        | Финалистки                               |
| ---------- | --- | ---------------------------------------------- | ---------------------------------------- |
| 2 августа  | Rogers Cup Монреаль, Канада 1-я категория $1,300,000 — Хард — 56S/32Q/28D Одиночный турнир — Парный турнир                                            | Амели Моресмо 6-1, 6-0                         | Елена Лиховцева                          |
| 2 августа  | Rogers Cup Монреаль, Канада 1-я категория $1,300,000 — Хард — 56S/32Q/28D Одиночный турнир — Парный турнир                                            | Синобу Асагоэ Ай Сугияма 6-0, 6-3              | Тамарин Танасугарн Лизель Хубер          |
| 2 августа  | Nordea Nordic Light Open Стокгольм, Швеция 4-я категория $140,000 — Хард — 32S/26Q/16D Турнир 2004                                                    | Алисия Молик 6-1, 6-1                          | Татьяна Перебийнис                       |
| 2 августа  | Nordea Nordic Light Open Стокгольм, Швеция 4-я категория $140,000 — Хард — 32S/26Q/16D Турнир 2004                                                    | Алисия Молик Барбара Шетт 6-3, 6-3             | Эммануэль Гальярди Анна-Лена Грёнефельд  |
| 9 августа  | Idea Prokom Open Сопот, Польша 3-я категория $300,000 — Грунт — 30S/32Q/16D Турнир 2004                                                               | Флавия Пеннетта 7-5, 3-6, 6-3                  | Клара Коукалова                          |
| 9 августа  | Idea Prokom Open Сопот, Польша 3-я категория $300,000 — Грунт — 30S/32Q/16D Турнир 2004                                                               | Марта Марреро Нурия Льягостера Вивес 6-4, 6-3  | Алиция Росольская Клаудиа Янс            |
| 9 августа  | Odlum Brown Vancouver Open Ванкувер, Канада 5-я категория $110,000 — Хард — 32S/32Q/16D Турнир 2004                                                   | Николь Вайдишова 2-6, 6-4, 6-2                 | Лора Гренвилл                            |
| 9 августа  | Odlum Brown Vancouver Open Ванкувер, Канада 5-я категория $110,000 — Хард — 32S/32Q/16D Турнир 2004                                                   | Бетани Маттек Абигейл Спирс 6-3, 6-3           | Анна-Лена Грёнефельд Элс Калленс         |
| 16 августа | Летние Олимпийские игры Афины, Греция Олимпийские игры Хард — 64S/32D Одиночный турнир — Парный турнир                                                | Жюстин Энен-Арденн 6-3, 6-3                    | Амели Моресмо                            |
| 16 августа | Летние Олимпийские игры Афины, Греция Олимпийские игры Хард — 64S/32D Одиночный турнир — Парный турнир                                                | Ли Тин Сунь Тяньтянь 6-3, 6-3                  | Кончита Мартинес Вирхиния Руано Паскуаль |
| 16 августа | Western & Southern Financial Group Women`s Open Цинциннати, США 3-я категория $170,000 — Хард — 30S/32Q/16D Турнир 2004                               | Линдсей Дэвенпорт 6-3, 6-2                     | Вера Звонарева                           |
| 16 августа | Western & Southern Financial Group Women`s Open Цинциннати, США 3-я категория $170,000 — Хард — 30S/32Q/16D Турнир 2004                               | Марлен Вайнгартнер Джилл Крейбас 7-5, 7-6(2)   | Эммануэль Гальярди Анна-Лена Грёнефельд  |
| 23 августа | Pilot Pen Tennis Нью-Хэйвен, США 2-я категория $585,000 — Хард — 28S/32Q/16D Турнир 2004                                                              | Елена Бовина 6-2, 2-6, 7-5                     | Натали Деши                              |
| 23 августа | Pilot Pen Tennis Нью-Хэйвен, США 2-я категория $585,000 — Хард — 28S/32Q/16D Турнир 2004                                                              | Надежда Петрова Меган Шонесси 6-1, 1-6, 7-6(4) | Мартина Навратилова Лиза Реймонд         |
| 23 августа | Forest Hills Tennis Classic Форест-Хилс, США 5-я категория $65,882 — Хард — 16S Турнир 2004                                                           | Елена Лиховцева 6-2, 6-2                       | Ивета Бенешова                           |
| 30 августа | Открытый чемпионат США Нью-Йорк, США Турнир Большого шлема $7,017,780 — Хард — 128S/96Q/64D/32X Одиночный турнир — Парный турнир Турнир смешанных пар | Светлана Кузнецова 6-3, 7-5                    | Елена Дементьева                         |
| 30 августа | Открытый чемпионат США Нью-Йорк, США Турнир Большого шлема $7,017,780 — Хард — 128S/96Q/64D/32X Одиночный турнир — Парный турнир Турнир смешанных пар | Вирхиния Руано Паскуаль Паола Суарес 6-4, 7-5  | Светлана Кузнецова Елена Лиховцева       |
| 30 августа | Открытый чемпионат США Нью-Йорк, США Турнир Большого шлема $7,017,780 — Хард — 128S/96Q/64D/32X Одиночный турнир — Парный турнир Турнир смешанных пар | Боб Брайан Вера Звонарёва 6-3, 6-4             | Тодд Вудбридж Алисия Молик               |

### Сентябрь
| Неделя      | Турнир                                                                                              | Чемпионки (Счёт финала)                     | Финалистки                               |
| ----------- | --------------------------------------------------------------------------------------------------- | ------------------------------------------- | ---------------------------------------- |
| 12 сентября | Wismilak International Бали, Индонезия 3-я категория $225,000 — Хард — 30S/16Q/16D Турнир 2004      | Светлана Кузнецова 6-1, 6-4                 | Марлен Вайнгартнер                       |
| 12 сентября | Wismilak International Бали, Индонезия 3-я категория $225,000 — Хард — 30S/16Q/16D Турнир 2004      | Анастасия Мыскина Ай Сугияма 6-3, 7-5       | Светлана Кузнецова Аранча Санчес Викарио |
| 20 сентября | Открытый чемпионат Китая Пекин, Китай 2-я категория $585,000 — Хард — 28S/32Q/16D Турнир 2004       | Серена Уильямс 4-6, 7-5, 6-4                | Светлана Кузнецова                       |
| 20 сентября | Открытый чемпионат Китая Пекин, Китай 2-я категория $585,000 — Хард — 28S/32Q/16D Турнир 2004       | Эммануэль Гальярди Динара Сафина 6-4, 6-4   | Мария Венто Кабчи Хисела Дулко           |
| 27 сентября | Открытый чемпионат Гуанчжоу Гуанчжоу, Китай 3-я категория $170,000 — Хард — 30S/29Q/16D Турнир 2004 | Ли На 6-3, 6-4                              | Мартина Суха                             |
| 27 сентября | Открытый чемпионат Гуанчжоу Гуанчжоу, Китай 3-я категория $170,000 — Хард — 30S/29Q/16D Турнир 2004 | Ли Тин Сунь Тяньтянь 6-4, 6-1               | Юй Ин Ян Шуцзин                          |
| 27 сентября | Gaz de France Stars Хасселт, Бельгия 3-я категория $170,000 — Хард (зал) — 30S/32Q/16D Турнир 2004  | Елена Дементьева 0-6, 6-0, 6-4              | Елена Бовина                             |
| 27 сентября | Gaz de France Stars Хасселт, Бельгия 3-я категория $170,000 — Хард (зал) — 30S/32Q/16D Турнир 2004  | Дженнифер Расселл Мара Сантанджело 6-3, 7-5 | Нурия Льягостера Вивес Марта Марреро     |
| 27 сентября | Открытый чемпионат Кореи Сеул, Южная Корея 4-я категория $140,000 — Хард — 32S/32Q/16D Турнир 2004  | Мария Шарапова 6-1, 6-1                     | Марта Домаховска                         |
| 27 сентября | Открытый чемпионат Кореи Сеул, Южная Корея 4-я категория $140,000 — Хард — 32S/32Q/16D Турнир 2004  | Чон Ми Ра Чо Юн Джон 6-3, 1-6, 7-5          | Се Шувэй Чжуан Цзяжун                    |

### Октябрь
| Неделя     | Турнир | Чемпионки (Счёт финала)                                       | Финалистки                           |
| ---------- | --- | ------------------------------------------------------------- | ------------------------------------ |
| 4 октября  | Porsche Tennis Grand Prix Фильдерштадт, Германия 2-я категория $650,000 — Хард (зал) — 28S/32Q/16D Турнир 2004                  | Линдсей Дэвенпорт 6-2 — отказ                                 | Амели Моресмо                        |
| 4 октября  | Porsche Tennis Grand Prix Фильдерштадт, Германия 2-я категория $650,000 — Хард (зал) — 28S/32Q/16D Турнир 2004                  | Кара Блэк Ренне Стаббс 6-3, 6-2                               | Анна-Лена Грёнефельд Юлия Шруфф      |
| 4 октября  | Открытый чемпионат Японии Токио, Япония 3-я категория $170,000 — Хард — 30S/32Q/16D Турнир 2004                                 | Мария Шарапова 6-0, 6-1                                       | Машона Вашингтон                     |
| 4 октября  | Открытый чемпионат Японии Токио, Япония 3-я категория $170,000 — Хард — 30S/32Q/16D Турнир 2004                                 | Синобу Асагоэ Катарина Среботник 6-1, 6-4                     | Дженнифер Хопкинс Машона Вашингтон   |
| 11 октября | Кубок Кремля Москва, Россия 1-я категория $1,300,000 — Хард (зал) — 28S/32Q/16D Одиночный турнир — Парный турнир                | Анастасия Мыскина 7-5, 6-0                                    | Елена Дементьева                     |
| 11 октября | Кубок Кремля Москва, Россия 1-я категория $1,300,000 — Хард (зал) — 28S/32Q/16D Одиночный турнир — Парный турнир                | Вера Звонарева Анастасия Мыскина 6-3, 4-6, 6-2                | Вирхиния Руано Паскуаль Паола Суарес |
| 11 октября | Открытый чемпионат Ташкента Ташкент, Узбекистан 4-я категория $140,000 — Хард — 32S/32Q/16D Турнир 2004                         | Николь Вайдишова 5-7, 6-3, 6-2                                | Виржини Раззано                      |
| 11 октября | Открытый чемпионат Ташкента Ташкент, Узбекистан 4-я категория $140,000 — Хард — 32S/32Q/16D Турнир 2004                         | Адриана Серра-Дзанетти Антонелла Серра-Дзанетти 1-6, 6-3, 6-4 | Марион Бартоли Мара Сантанджело      |
| 18 октября | Открытый чемпионат Цюриха Цюрих, Швейцария 1-я категория $1,300,000 — Хард (зал) — 28S/32Q/16D Одиночный турнир — Парный турнир | Алисия Молик 4-6, 6-2, 6-3                                    | Мария Шарапова                       |
| 18 октября | Открытый чемпионат Цюриха Цюрих, Швейцария 1-я категория $1,300,000 — Хард (зал) — 28S/32Q/16D Одиночный турнир — Парный турнир | Кара Блэк Ренне Стаббс 6-4, 6-4                               | Вирхиния Руано Паскуаль Паола Суарес |
| 25 октября | Generali Ladies Linz Линц, Австрия 2-я категория $585,000 — Хард (зал) — 28S/32Q/16D Турнир 2004                                | Амели Моресмо 6-2, 6-0                                        | Елена Бовина                         |
| 25 октября | Generali Ladies Linz Линц, Австрия 2-я категория $585,000 — Хард (зал) — 28S/32Q/16D Турнир 2004                                | Жанетт Гусарова Елена Лиховцева 6-2, 7-5                      | Натали Деши Патти Шнидер             |
| 25 октября | SEAT Open Люксембург, Люксембург 3-я категория $225,000 — Хард (зал) — 30S/32Q/16D Турнир 2004                                  | Алисия Молик 6-3, 6-4                                         | Динара Сафина                        |
| 25 октября | SEAT Open Люксембург, Люксембург 3-я категория $225,000 — Хард (зал) — 30S/32Q/16D Турнир 2004                                  | Вирхиния Руано Паскуаль Паола Суарес 6-1 6-7(1) 6-3           | Марлен Вайнгартнер Джилл Крейбас     |

### Ноябрь
| Неделя    | Турнир | Чемпионки (Счёт финала)                       | Финалистки                  |
| --------- | --- | --------------------------------------------- | --------------------------- |
| 1 ноября  | Advanta Championships Филадельфия, США 2-я категория $585,000 — Хард (зал) — 28S/32Q/16D Турнир 2004                           | Амели Моресмо 3-6, 6-2, 6-2                   | Вера Звонарева              |
| 1 ноября  | Advanta Championships Филадельфия, США 2-я категория $585,000 — Хард (зал) — 28S/32Q/16D Турнир 2004                           | Алисия Молик Лиза Реймонд 7-5, 6-4            | Корина Морариу Лизель Хубер |
| 1 ноября  | Bell Challenge Квебек, Канада 3-я категория $170,000 — Ковёр (зал) — 32S/32Q/16D Турнир 2004                                   | Мартина Суха 7-5, 3-6, 6-2                    | Абигейл Спирс               |
| 1 ноября  | Bell Challenge Квебек, Канада 3-я категория $170,000 — Ковёр (зал) — 32S/32Q/16D Турнир 2004                                   | Карли Галликсон Мария-Эмилия Салерни 7-5, 7-5 | Элс Калленс Саманта Стосур  |
| 8 ноября  | Итоговый чемпионат WTA Лос-Анджелес, США Итоговый чемпионат $3,000,000 — Хард — 8S(Группа)/4D Одиночный турнир — Парный турнир | Мария Шарапова 4-6 6-2 6-4                    | Серена Уильямс              |
| 8 ноября  | Итоговый чемпионат WTA Лос-Анджелес, США Итоговый чемпионат $3,000,000 — Хард — 8S(Группа)/4D Одиночный турнир — Парный турнир | Надежда Петрова Меган Шонесси 7-5, 6-2        | Кара Блэк Ренне Стаббс      |
| 22 ноября | Кубок Федерации 2004. Финал Москва, Россия, Ковёр (зал)                                                                        | Россия 3-2                                    | Франция                     |

## Рейтинг WTA

### Одиночный рейтинг
| Рейтинг WTA 2004 года | Рейтинг WTA 2004 года | Рейтинг WTA 2004 года | Рейтинг WTA 2004 года | Рейтинг WTA 2004 года |
| #                     | Теннисистка           | Очки                  | 2003                  | +/-                   |
| --------------------- | --------------------- | --------------------- | --------------------- | --------------------- |
| 1                     | Линдсей Дэвенпорт     | 4760                  | 5                     | ▲ 4                   |
| 2                     | Амели Моресмо         | 4546                  | 4                     | ▲ 2                   |
| 3                     | Анастасия Мыскина     | 4012                  | 7                     | ▲ 4                   |
| 4                     | Мария Шарапова        | 3536                  | 32                    | ▲ 28                  |
| 5                     | Светлана Кузнецова    | 3533                  | 35                    | ▲ 30                  |
| 6                     | Елена Дементьева      | 3448                  | 8                     | ▲ 2                   |
| 7                     | Серена Уильямс        | 3128                  | 3                     | ▼ 4                   |
| 8                     | Жюстин Энен-Арденн    | 2884                  | 1                     | ▼ 7                   |
| 9                     | Винус Уильямс         | 2400                  | 11                    | ▲ 2                   |
| 10                    | Дженнифер Каприати    | 2359                  | 6                     | ▼ 4                   |
| 11                    | Вера Звонарёва        | 2299                  | 13                    | ▲ 2                   |
| 12                    | Надежда Петрова       | 2022                  | 12                    | ▬                     |
| 13                    | Алисия Молик          | 1970                  | 36                    | ▲ 23                  |
| 14                    | Патти Шнидер          | 1638                  | 23                    | ▲ 9                   |
| 15                    | Елена Бовина          | 1598                  | 21                    | ▲ 6                   |
| 16                    | Паола Суарес          | 1535                  | 14                    | ▼ 2                   |
| 17                    | Ай Сугияма            | 1469                  | 10                    | ▼ 7                   |
| 18                    | Каролина Шпрем        | 1451                  | 59                    | ▲ 41                  |
| 19                    | Франческа Скьявоне    | 1403                  | 20                    | ▲ 1                   |
| 20                    | Сильвия Фарина-Элия   | 1334                  | 24                    | ▲ 4                   |

### Парный рейтинг (Игроки)
| Рейтинг WTA 2004 года | Рейтинг WTA 2004 года   | Рейтинг WTA 2004 года | Рейтинг WTA 2004 года | Рейтинг WTA 2004 года |
| #                     | Теннисистка             | Очки                  | 2003                  | +/-                   |
| --------------------- | ----------------------- | --------------------- | --------------------- | --------------------- |
| 1                     | Вирхиния Руано Паскуаль | 4549                  | 2                     | ▲ 1                   |
| 2                     | Паола Суарес            | 4549                  | 1                     | ▼ 1                   |
| 3                     | Кара Блэк               | 3447                  | 9                     | ▲ 6                   |
| 4                     | Ренне Стаббс            | 3335                  | 10                    | ▲ 6                   |
| 5                     | Елена Лиховцева         | 3256                  | 11                    | ▲ 6                   |
| 6                     | Меганн Шонесси          | 3214                  | 24                    | ▲ 18                  |
| 7                     | Надежда Петрова         | 3181                  | 13                    | ▲ 5                   |
| 8                     | Светлана Кузнецова      | 3130                  | 7                     | ▼ 1                   |
| 9                     | Ай Сугияма              | 2374                  | 3                     | ▼ 6                   |
| 10                    | Лиза Реймонд            | 2170                  | 5                     | ▼ 5                   |
| 11                    | Лизель Хубер            | 2119                  | 12                    | ▲ 1                   |
| 12                    | Мартина Навратилова     | 1970                  | 6                     | ▼ 6                   |
| 13                    | Жанетта Гусарова        | 1927                  | 19                    | ▲ 6                   |
| 14                    | Кончита Мартинес        | 1691                  | 21                    | ▲ 7                   |
| 15                    | Вера Звонарёва          | 1503                  | 75                    | ▲ 60                  |
| 16                    | Анастасия Мыскина       | 1479                  | 71                    | ▲ 55                  |
| 17                    | Алисия Молик            | 1372                  | 36                    | ▲ 19                  |
| 18                    | Патти Шнидер            | 1326                  | 40                    | ▲ 22                  |
| 19                    | Барбара Шетт            | 1284                  | 37                    | ▲ 18                  |
| 20                    | Тамарин Танасугарн      | 1183                  | 61                    | ▲ 41                  |